# ليوناردو بيريرا دي أوليفيرا
ليوناردو بيريرا دي أوليفيرا (17 يناير 1978 بكامبوس دوس غويتاكازس في البرازيل - ) هو لاعب كرة قدم برازيلي في مركز الوسط. لعب مع أولمبياكوس نيقوسيا ونادي أميريكانو ونادي إستر ونادي سانت غالن ونادي سيرفيت ونادي ساو كارلوس وأونياو ساو جواو ‏ وAEP Paphos FC ‏ وJuventud Unida Universitario ‏ وأمريكا دي ناتال ‏ وإستوديانتس دي ماردة ‏ ونادي مريدا.

## وصلات خارجية
- ليوناردو بيريرا دي أوليفيرا على موقع قاعدة بيانات كرة القدم.إي يو (الإنجليزية)
- ليوناردو بيريرا دي أوليفيرا على موقع قاعدة بيانات كرة القدم.إي يو (الإنجليزية)